# François Dumont (pianiste)
Pour les articles homonymes, voir François Dumont et Dumont.
François Dumont, né le 19 octobre 1985 à Lyon, est un pianiste français.

## Biographie
Il est admis à l'âge de quatorze ans au Conservatoire national supérieur de musique de Paris où il travaille avec Bruno Rigutto et Hervé Billaut. Il se perfectionne auprès de Murray Perahia, Menahem Pressler, Leon Fleisher, Dmitri Bashkirov, William Grant Naboré, Paul Badura-Skoda, Stanislav Ioudenitch, Pierre-Laurent Aimard, Fou Ts'ong, dans le cadre de la série Piano**** ou de l'Académie internationale de piano du lac de Côme (en) en Italie.
Dès 2000, François Dumont s'est produit avec orchestre en France (à Paris, Lyon, Caen, Montpellier, en Corse), en Belgique (Orchestre national de Belgique, Orchestre de Chambre de Wallonie), au Japon (Tokyo Symphony), aux États-Unis (Fortworth Symphony), en Suisse (Orchestre de Chambre de Lausanne, direction Jesùs Lopez-Cobòs), en Allemagne (orchestre de Trêves) et en Lettonie (orchestre symphonique de Liepaja) dans des concertos de Mozart, Beethoven, Chopin, Schumann, Tchaikovsky, Rachmaninov, Poulenc... ainsi que les Concertos pour 3 et 4 pianos de Bach (avec Bruno Rigutto). Il s'est produit avec l'orchestre de Cannes sous la direction de Philippe Bender dans les Sept Haïkaï de Messiaen.
Il a donné aux États-Unis l'intégrale des sonates pour violon et piano de Beethoven avec Stéphane Tran-Ngoc. Il joue en duo avec Julien Szulman, notamment pour Radio-France. Il se produit avec le Quatuor Debussy, notamment dans le cadre de la Société de Musique de chambre de Lyon ou au musée d'Orsay.
François Dumont fait partie du Trio Elégiaque avec Virginie Constant et Laurent Le Flécher. Leur premier enregistrement pour le label Triton, un disque Messiaen - Dusapin (Première mondiale) avec le clarinettiste Jean-Philippe Vivier, a été récompensé par un Diapason d'Or. Le Trio Elégiaque créé le Quatrième Trio de Nicolas Bacri (qui leur est dédié) dans les salons des Invalides, à Paris.
François Dumont a joué au Théâtre du Châtelet, Salle Gaveau, à l'auditorium du musée d'Orsay, salle Pleyel, à l'auditorium de Lyon et dans de nombreux festivals : Festival d'Auvers-sur-Oise, Festival Chopin à Bagatelle, Nuits du Suquets à Cannes, Festival de Radio-France Montpellier, Festival Polignac, festival de Sully et du Loiret, Festival de la Meije... Il se produit dans les Grands Salons de l'Hôtel de ville de Lyon à l'occasion du concert de clôture de l'Association Chopin de Lyon.
Il donne des récitals en Allemagne, en Italie, en Belgique, aux Pays-Bas, au Luxembourg, en Irlande, aux États-Unis, en Lettonie, en Slovénie, en Syrie, au Brésil et au Mexique. Il participe régulièrement à des émissions radiophoniques, notamment Dans la cour des grands de Gaëlle Le Gallic.
le 14 février 2011, il reçoit, aux Victoires de la musique classique, le prix de la meilleure révélation de l'année.

## Distinctions
Il est lauréat du Concours musical international Reine-Élisabeth-de-Belgique 2007. Il a remporté le premier prix du Concours international Jean-Françaix[réf. nécessaire] et le premier prix à l'unanimité du Concours Steinway. Il est lauréat des concours Perlemuter, Clara Haskil 2009, Hamamatsu 2009 et Piano Campus 2007. Il a obtenu le Grand Prix de Piano de la Spedidam, le prix "Déclic" du Gouvernement Français... Il est soutenu par la Fondation Banque Populaire et a reçu le prix de la Fondation Charles Oulmont 2008 (sous l'égide de la Fondation de France).
En 2009, il a enregistré l'intégrale des Sonates de Mozart, disponible sous le label Anima Records. Ce projet est salué par la critique, pour « son éloquente inventivité, sa libre imagination, la science de l'architecture et un toucher perlé qui confirme une maturité rare », et vient de recevoir la récompense "Maestro" de la revue Pianiste. En octobre 2010, il a obtenu le 5e prix du Concours international de piano Frédéric-Chopin à Varsovie (Pologne).

## Discographie
En soliste
- Mozart, Intégrale des Sonates pour piano (2009), Anima Records[9]

Avec le Trio Élégiaque
- Pascal Dusapin, Trio Rombach ; Olivier Messiaen, Quatuor pour la fin du temps, récompensé par un Diapason d'or
- Haydn, Trio no 39 ; Antonín Dvořák, Dumky